# Dwór w Zdziechowie
Dwór w Zdziechowie – zabytkowy dwór rodziny Wendorffów znajdujący się w podgnieźnieńskiej Zdziechowie, na niewielkim wzniesieniu.

## Historia
Dwór został zbudowany około 1870 dla Edwarda Wendorffa. W grudniu 1918 był centralną areną bitwy pod Zdziechową. Do 1945 pozostawał w rękach tej niemieckiej rodziny. Po II wojnie światowej mieścił przez kilka miesięcy sierociniec dla dzieci. Obecnie w budynku mieszczą się: przedszkole, gimnazjum i szkoła podstawowa.

## Architektura
Jest to budowla wybudowana z czerwonej cegły. Jego elementy dekoracyjne są otynkowane. Budynek parterowy, posiadający mezzanino i piętrowy ryzalit. Pierwotnie posiadał wysoką wieżę, która nie zachowała się do dziś. Dwór otoczony jest pozostałościami parku krajobrazowego, w którym znajduje się grobowiec rodziny Wendorffów.
Dwór znajduje się na Szlaku Pałaców i Dworów Powiatu Gnieźnieńskiego.